# Communauté de communes Porte des Hautes Cévennes Ardéchoises
La communauté de communes Porte des Hautes Cévennes Ardéchoises  est une ancienne communauté de communes française, située dans le département de l'Ardèche.

## Composition
Elle était composée de 2 communes :
| Nom                        | Code Insee | Gentilé  | Superficie (km2) | Population (dernière pop. légale) | Densité (hab./km2) |
| -------------------------- | ---------- | -------- | ---------------- | --------------------------------- | ------------------ |
| Lalevade-d'Ardèche (siège) | 07127      | Levadois | 2,27             | 1 104 (2014)                      | 486                |
| Prades                     | 07182      | Pradéens | 9,79             | 1 255 (2014)                      | 128                |

## Historique
Elle fusionne avec deux autres intercommunalités pour former la communauté de communes Ardèche des Sources et Volcans au 1er janvier 2014

## Sources
- Base Nationale de l'Intercommunalité
- Splaf
- Base aspic